# František Xaver Palko

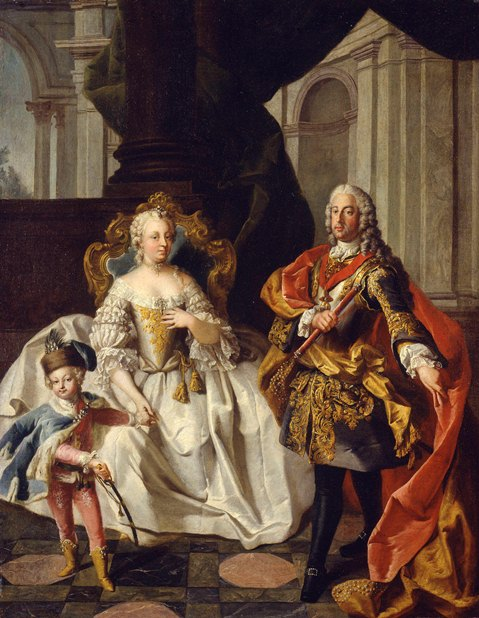
František Xaver Palko: Portrét císařské rodiny

František Xaver Karel Palko, rovněž psán jako Balko, (3. března 1724 Vratislav – 18. července 1767 Praha) byl malíř pozdně barokních obrazů i nástěnných maleb, původem ze Slezska. Malíři byli jeho otec i bratr František Antonín Palko (1717–1766).

## Život
František Xaver Palko pocházel ze slezské malířské rodiny z doby, kdy Slezsko patřilo k zemím české koruny. Ve Vratislavi u svého otce se vyučil základům malířství. S ním se později vypravil do Vídně, kde se 23.4.1738 zapsal ke studiu na Akademii výtvarných umění do ateliéru Antonia Galli da Bibieny. Tam za své dílo roku 1745 vyhrál první cenu. Počátkem 40. let studoval v Itálii, později pracoval v Bratislavě, Kroměříži, Brně a konečně v Drážďanech, kde maloval ve dvorním katolickém kostele na klenbě freskový obraz z legendy o sv. Janu Nepomuckém. V roce 1752 stal se dvorním malířem saského kurfiřta, ale ještě koncem tohoto roku přišel do Prahy, kam jej povolali jezuité, aby jim freskami vyzdobil část právě dostavěného kostela sv. Mikuláše na Malé Straně. Proti jeho působení však protestoval pražský malířský cech, který na cizího mistra, nečlena jejich cechu, který ani nezískal městské právo, podal žalobu. Tuto záležitost 8. listopadu 1753 řešil pražský malostranský magistrát, který nakonec dovolil Palkovi práci dokončit. Patrně zvítězil fakt, že byl dvorský malíř a tudíž jako tzv. Hofbefreiter se nemusel stát členem cechu. V Praze nežádal o domovské právo, přesto v ní bydlel několik let a podílel se na malbách jak ve městě, tak na venkově. Jeho prací byly buď freskové obrazy ve vápně nebo obrazy oltářní. Zdá se, že se v Praze oženil, neboť v matrice křtěných bývalé fary u sv. Václava na Malé Straně (nyní u sv. Mikuláše) lze dohledat zápis ze dne 31. ledna 1756 o křtu jeho syna Jana Xavera Bena, později rovněž malíře. Jako matka byla zapsána Marie Anna Burschová z Greifenbachu. Kmotrem křtěného dítěte byl urozený pan Jan Buresch z Greifenbachu z Malé Strany, tedy tchán nebo švagr Františka Xavera Palka. Německá literatura uváděla často jako otce Františka Xavera Palka jistého Kašpara Palka. Tento údaj se však zdá být chybný, neboť když v roce 1754 posílal do Kutné Hory oltářní obraz svatého Jana Nepomuckého, jenž si kutnohorská obec objednala, místo honoráře si vyžádal, aby za spásu duše jeho otce a matky byly ročně slouženy dvě mše, a to jedna na den sv. Antonína a druhá na den sv. Maří Magdalény, což jsou křestní jména jeho rodičů.
Přesné datum i místo úmrtí Františka Xavera Palka nejsou jasné. V literatuře bývá několik různých údajů. Zemřel údajně v Praze v roce 1767, podle jiných zemřel tentýž rok v Mnichově a opět podle jiných ve Vídni v roce 1770.

## Dílo

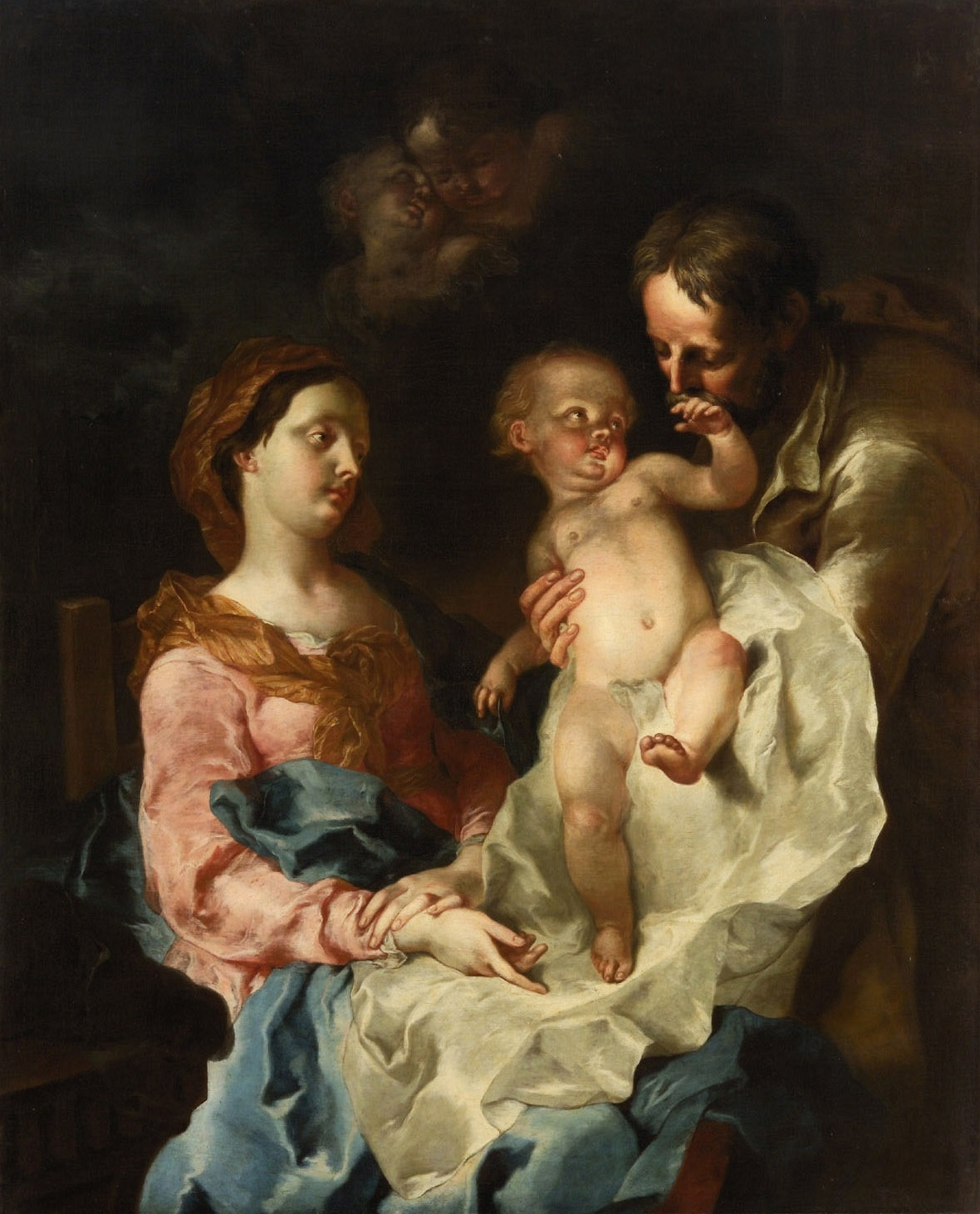
Svatá rodina, KHM Vídeň

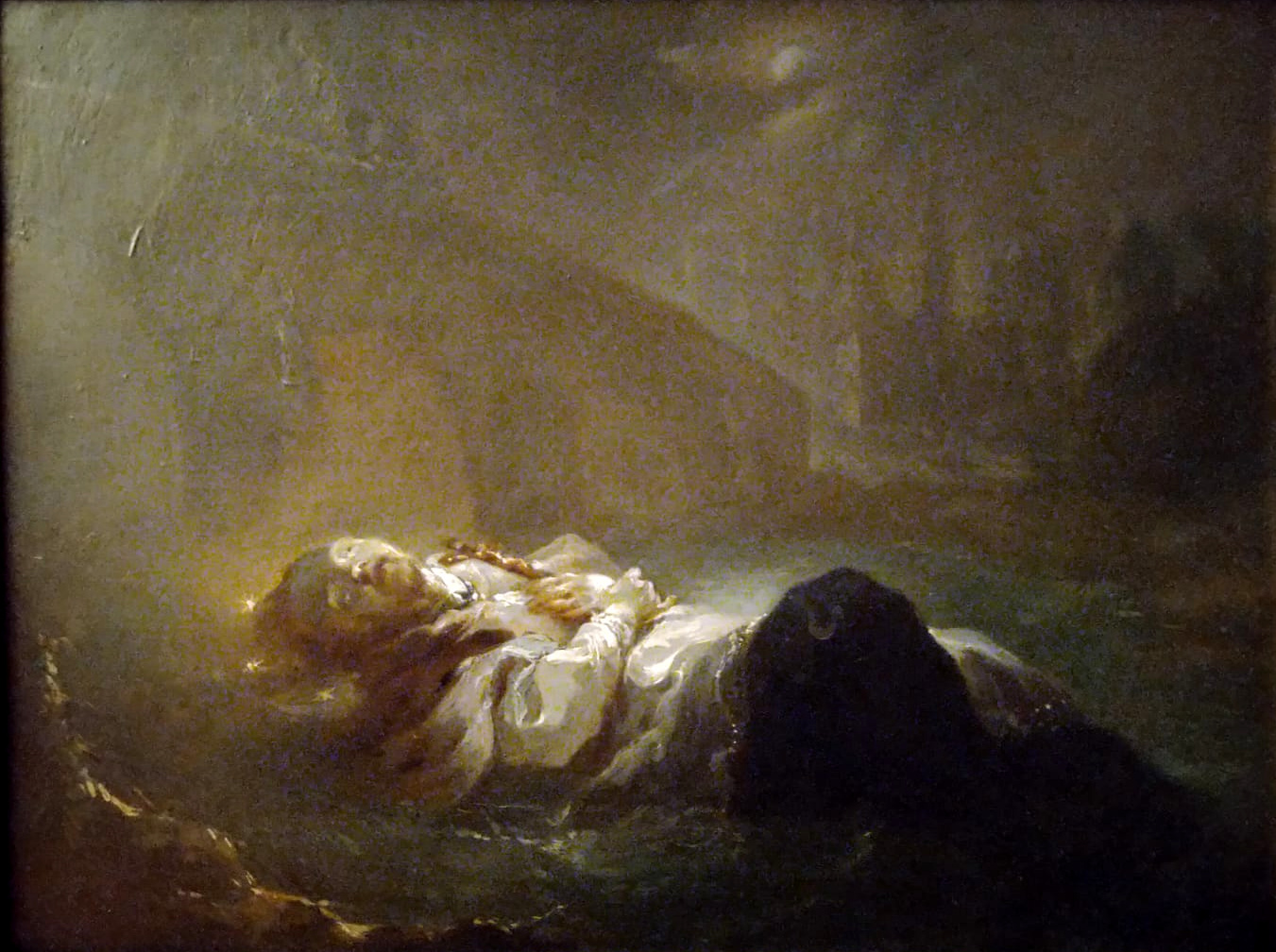
tělo sv. Jana Nepomuckého cca 1760

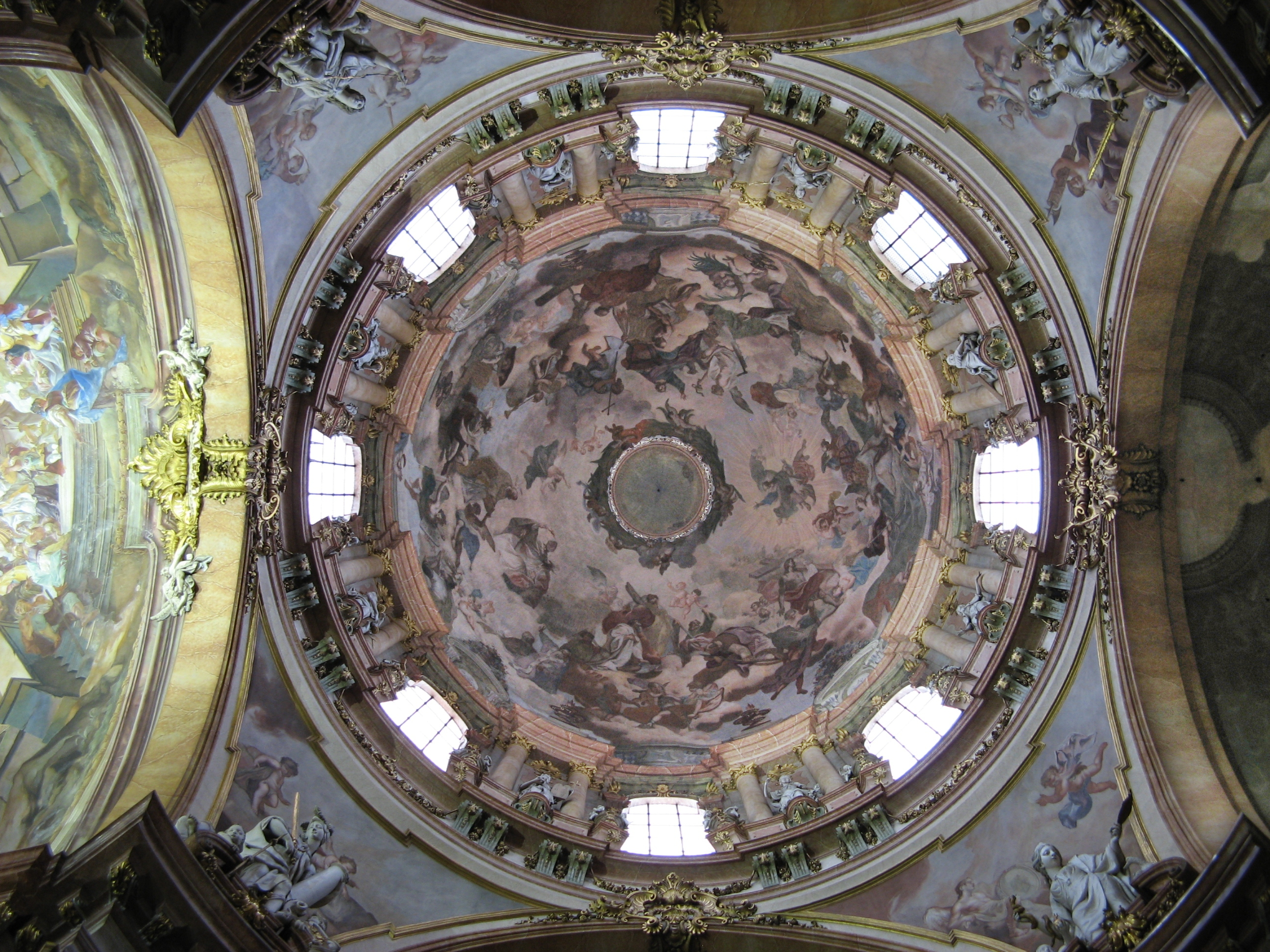
kupole Kostela svatého Mikuláše na Malé Straně

- Praha, malostranský kostel sv. Mikuláše:[5]
  - Oslava sv. Mikuláše – malba na klenbě kupole
  - Čtyři církevní otcové – malba ve čtyřech cviklech kupole
  - Smrt sv. Františka Xaverského – na pravém bočním oltáři; námět Arbesova romaneta Svatý Xaverius
- Kaple svatého Kříže (Pražský hrad):
  - obraz Ukřižování na hlavním oltáři
  - obrazy sv. Václava a Víta; sv. Terezie a sv. Františka na bočních oltářích
- Bazilika Nanebevzetí Panny Marie (Strahov) – obrazy Obrácení sv. Pavla a Sv. Jan Nepomucký na bočních oltářích
- Rodinný portrét Marie Terezie a Františka Štěpána s malým Josefem v husarské uniformě (1747) – Arsenal Vídeň
- Kutná Hora, kostel sv. Jakuba – obraz Stětí sv. Jakuba na hlavním oltáři
- Tělo sv. Jana Nepomuckého na březích Vltavy

## Obrazy ve veřejných sbírkách
- Národní galerie v Praze
- Slovenská národní galerie v Bratislavě
- Muzeum vojenských dějin (Heergeschichtliches Museum), Arsenal, Vídeň
- Kunsthistorisches Museum Vídeň
- Rakouská národní galerie (Österreischische Nationalgalerie) Belvedere, Vídeň
- Maďarská národní galerie v Budapešti
- Art Institute Chicago